# Зората на мъртвите (филм, 2004)
„Зората на мъртвите“ (на английски: Dawn of the Dead) е американски филм на ужасите от 2004 г. Римейк е на класическия филм от 1978 г.
След финансовият успех на филма е замислено продължение, но то отпада.

## Актьорски състав
- Сара Поли – Ана Кларк
- Винг Реймс – Кенет Хол
- Джейк Уебър – Майкъл
- Мекай Файфър – Андре
- Тай Бърел – Стив Маркъс
- Майкъл Кели – Си Джей